# Sweet Poolside
Sweet Poolside (スイートプールサイド?, Suīto Pūrusaido) è manga scritto e disegnato da Shūzō Oshimi, pubblicato sul Young Magazine di Kōdansha nel 2004. Da esso è stato tratto un film live action diretto da Daigo Matsui, uscito nelle sale cinematografiche giapponesi il 14 giugno 2014. In Italia il manga è stato pubblicato da Panini Comics sotto l'etichetta Planet Manga il 18 giugno 2020.

## Trama
Toshihiko Ota è uno studente al primo anno di liceo che fa parte dello swimming club (club di nuoto) della scuola. Sua grande sofferenza è il fatto di non avere peli sul suo corpo.
Ayako Goto è una studentessa al primo anno di liceo e fa anch'essa parte dello stesso swimming club. Sua grande sofferenza è invece il fatto di avere troppi peli sul suo corpo.
Tra i due ragazzi nasce una grande amicizia e quando lei gli confida del suo problema, Toshihiko si metterà ad aiutarla depilandole braccia e gambe.